# 前764年
| 千纪： | 前1千纪 |
| 世纪： | 前9世纪 \| 前8世纪 \| 前7世纪 |
| 年代： | 前790年代 \| 前780年代 \| 前770年代 \| 前760年代 \| 前750年代 \| 前740年代 \| 前730年代 |
| 年份： | 前769年 \| 前768年 \| 前767年 \| 前766年 \| 前765年 \| 前764年 \| 前763年 \| 前762年 \| 前761年 \| 前760年 \| 前759年                                                                                          |
| 纪年： | 丁丑年（牛年）；周平王七年；周攜王七年；魯惠公五年；齊莊公三十一年；晉文侯十七年；秦文公二年；楚若敖二十七年；宋武公二年；衛武公四十九年；陳平公十四年；蔡釐侯四十六年；曹惠伯三十二年；鄭武公七年；燕鄭侯元年 |

## 逝世
- 楚若敖，楚國國君。[1]